# Pokoli cselőpók
A pokoli cselőpók (Geolycosa vultuosa) az ízeltlábúak törzsébe, a pókszabásúak osztályába, a farkaspókfélék (Lycosidae) családjába tartozó, Magyarországon védett pókfaj. Közeli rokona a szongáriai cselőpók (Lycosa singoriensis).

## Előfordulása
Délkelet-Európa és Közép-Ázsia területén elterjedt pókfaj. Hazánkban több helyen megtalálható, mint a szongáriai cselőpók, így parkokban is előfordul.

## Megjelenése
A hím mérete 11-18 mm közötti, míg a nőstény egyedek a 13–23 mm-es mérettartományban mozognak. Színezete szürkésbarna, jó rejtőszíne van. Csáprágói hatalmasak, narancssárgák, alul fekete folttal. Szemeinek elhelyezkedése ősi jellegű. A térdízület színe eltér a szongáriai cselőpókétól, a pokoli cselőpóknak narancssárgás ez a lábíze.

## Életmódja
Talajba fúrt, függőleges lyukakban, üregekben él, a többi farkaspókhoz hasonlóan nem sző hálót. Zsákmányát ugrásokkal és lesből támadva ejti el, méretéből adódóan a nagyobb rovarokat is. Éjszaka és nappal is aktív faj.
Megfigyelhető a fajnál az ivadékgondozás: utódait az első vedlésükig az utótestén hordozza.

## Marása
Nevét arról kapta, hogy marása meglehetősen kellemetlen, éles fájdalommal jár és hosszú ideig érződik.